# Manouria
Manouria is een geslacht van schildpadden uit de familie landschildpadden. De groep werd voor het eerst wetenschappelijk beschreven door John Edward Gray in 1852. 
Er zijn twee soorten die nog geen Nederlandse naam hebben, de soorten komen voor in Azië, in Bangladesh, Cambodja, China, India, Maleisië, Myanmar, Thailand en Indonesië op Sumatra en Borneo.
De bruine landschildpad (Manouria emys) is met een schildlengte van 60 centimeter de grootste landschildpad in Azië, Manouria impressa blijft de helft kleiner. De bruine landschildpad is tevens bijzonder omdat het een van de weinige schildpadden is die de eitjes niet afzet in een gegraven kuil, maar een bladerhoop maakt en ze hierin deponeert. Beide soorten hebben een bol, koepelvormig schild, met name Manouria impressa heeft een zeer karakteristieke tekening van lichte en donkere lijnen langs de hoornplaten die een grote diepte suggereren. Het schild van de bruine landschildpad is meer zwartgrijs van kleur.

## Taxonomie
Geslacht Manouria
- Soort Bruine landschildpad (Manouria emys)
- Soort Manouria impressa